# Mikhaliova
Mikhaliova (en rus: Михалёва) és un poble de l'óblast de Sverdlovsk, a Rússia, segons el cens del 2010 tenia 113 habitants.